# Хеуристика доступности
Хеуристика (пристрасност) доступности подразумева придавање већег значаја примерима, концептима и појавама који су у датом тренутку доступни у подсвести особи при доношењу неке одлуке или процене. Хеуристика доступности се ослања на идеју да уколико се нечег лакше сетимо, то мора бити битније. Такође при доношењу одлука новије информације имају већи утицај и значај од старијих.
Што је лакше присетити се последица неког догађаја, то се те последице често разматрају као значајније и учесталије.
Хеуристика доступности постоји зато што се нека сећања и чињенице спонтано враћају, док је за друге потребан напор и размишљање да би се присетили. Одређена сећања се аутоматски призивају из два главна разлога: чини се да се често дешавају или остављају трајан траг у нашим умовима.

## Преглед и историја
У касним '60. и раним '70. годинама двадесетог века Амос Тверски и Данијел Канеман почели су са радовима који испитују утицај хеуристике и пристрасности. Пре тога, преовлађујући став у области људског расуђивања био је да су људи рационални актери. Они су описали да се људско расуђивање често ослања на ограничен број једноставних запажања, а не на комплексан алгоритамски поступак. Ускоро се ова идеја проширила изван академских кругова у обласати права, медицине, и политичких наука. Ово истраживање доводи у питање идеализовану идеју о моделу људског расуђивања и нуди увид у когнитивне процесе који објашњавају људску грешку без позивања на циљану ирационалност. Једна ментална пречица на коју се често ослањамо је донешење суда о учесталости догађаја на основу сличних примера којих се лако присећамо. Амос Тверски и Данијел Канеман су овај феонемн назвали хеуристика доступности. Из њега следи да људи имају тенденцију да користе лако доступне чињенице да заснују своја уверења о непознатим концептима. И после велииког броја истраживања овај процес није засигурно дефинисан. Студије сугеришу да те пречице које имају за циљ да повећају субјективно искуство лакоће присећања такође утичу и на учесталост присећања. Штавише, ово отежава утврђивање да ли су добијене процене учесталости, вероватноће или типичности засноване на искуствима учесника или на пристрасном узорку присећаних информација.

## Истраживања
Чапман је описао пристрасност у процени учесталости којом се два догађаја истовремено дешавају. Ова демонстрација је показала да истовремено појављивање упарених стимуланса доводи до тога да учесници прецене њихову учесталост упареног појављивања. Да би тестирали ову идеју, учесници су добили информације о неколико хипотетичких душевних болесника. Подаци за сваког пацијента састојали су се од клиничке дијагнозе и цртежа који је направио пацијент. Затим су учесници процењивали учесталост корелација дијагноза и одређених карактериситка на цртежима. Испитаници су увелико преценили учесталост ове истовремене појаве (на пирмер сумњичавост и необичне очи). Овај ефекат је означен као привидна корелација. Тверски и Канеман су сугерисали да је доступност јасан узрок ефекта привидне корелације. Јачина повезаности између два догађаја могла би да пружи основу за процену колико се често та два догађаја дешавају заједно. Када је повезаност јака, вероватније је да се закључи да су догађаји често упарени.
У првом испитивању хеуристике доступности Тверског и Канемана, испитаници су питани: „Ако је насумична реч узета из енглеског текста, да ли је вероватније да реч почиње са К, или да је К треће слово?“ Они тврде да би људи који говоре енглески одмах помислили на многе речи које почињу на слово „К“, али да би био потребан концентрисанији напор да се сете било које речи у којој је „К“ треће слово. Резултати су показали да су учесници преценили број речи које су почињале словом „К“ и потценили број речи које су имале „К“ као треће слово. Тверски и Канеман су закључили да људи одговарају на оваква питања упоређујући доступност две категорије и процењујући колико лако могу да се сете оваквих примера. Другим речима, лакше је замислити речи које почињу са „К“, него речи којима је треће слово „К“. Дакле, људи процењују да су речи које почињу са „К“ чешћа појава. У стварности, међутим, типичан текст садржи двоструко више речи које имају „К“ као треће слово него „К“ као прво слово.

У основном раду Тверског и Канемана, они укључују налазе из неколико других студија, које такође показују подршку хеуристици доступности. Осим својих налаза у студији „К“, открили су и:
Када су учесницима приказане две визуелне структуре и они замољени да изаберу структуру која има више путања, учесници су видели више путања у структури која је имала очигледније доступне путање. У структури коју су учесници одабрали, било је више колона и краћих очигледних путева, што их је чинило доступнијим. Када су се учесницима давали задаци који укључују процену, они би често потцењивали крајњи резултат. Учесници су своју коначну процену заснивали на брзом првом утиску о проблему. Учесници су се посебно мучили када су се проблеми састојали од више корака. Ово се догодило зато што су учесници своју процену заснивали на почетном утиску. Учесници нису успели да узму у обзир високу стопу раста у каснијим корацима због утиска који су створили у почетним корацима. Ово је поново показано у задатку који је од учесника тражио да процене одговор на задатак множења, у коме су бројеви представљени или као 1*2*3*4*5*6*7*8 или 8*7*6*5*4*3*2*1. Учесници којима је прва представљена једначина са већим бројевима (8*7*6...), проценили су значајно већи резултат од учесника са мањим бројевима први (1*2*3...). Учесницима је дато кратко време да направе процену, тако да су учесници своје процене заснивали на ономе што је било лако доступно, што је у овом случају било првих неколико бројева у низу.

## Објашњења
Многи истраживачи су покушали да идентификују психолошки процес који је одговоран за хеуристику доступности.
Тверски и Канеман тврде да се број примера којих се сећамо користи да би се дошло до закључка о учесталости са којом се такви случајеви дешавају. У експерименту за тестирање овог објашњења, учесници су слушали листе имена које садрже или 19 познатих жена и 20 мање познатих мушкараца или 19 познатих мушкараца и 20 мање познатих жена. Након тога, од неких учесника је затражено да се сете што је могуће више имена, док је од других затражено да процене да ли су мушка или женска имена чешћа на листи. Имена познатих личности чешће су спомињана у односу на оне мање познатих личности. Већина учесника је погрешно проценила да је пол који се повезује са познатијим именима чешће представљан од пола који се везује за мање позната имена. Тверски и Канеман тврде да иако је хеуристика доступности ефикасна стратегија у многим ситуацијама када се процењује вероватноћа, употреба ове хеуристике може довести до предвидљивих образаца грешака.
Шварц и његове колеге су, с друге стране, предложили метод лакоће присећања којим се за закључивање о учесталости дате класе, уместо броја примера, користи то колико је лако присетити се примера. У студији коју су спровели Шварц и колеге да би тестирали своје објашњење, од учесника је затражено да се присете шест или дванаест примера свог асертивног или веома неасертивног понашања. Учесници су касније замољени да оцене сопствену асертивност. Претходно тестирање је показало да иако је већина учесника била способна да генерише дванаест примера, ово је био тежак задатак. Резултати су показали да су се учесници оценили као асертивнији након што су описали шест примера асертивног у поређењу са неасертивним понашањем, али су се оценили као мање асертивни након што су описали дванаест примера асертивног у поређењу са неасертивним понашањем. Студија је показала да је степен до којег је присећени садржај утицао на расуђивање одређен лакоћом са којом се садржај могао подсетити (било је лакше присетити се 6 примера него 12), а не количином садржаја који се присетио.
У истраживању које је спровела Ли Ан Воуг, посматрани су ефекти неизвесности на употребу хеуристике доступности. Од студената је затражено да наведу три или осам различитих метода учења које би могли да користе како би добили десетку на завршним испитима. Истраживачи су такође бирали време у току семестра када би тражили од студената да попуне упитник. Отприлике половина учесника је питана за методе учења током треће недеље наставе, а друга половина последњег дана наставе. Затим је од учесника затражено да процене колика је вероватноћа да ће добити десетку на својим најлакшим и најтежим курсевима. Учесници су затим замољени да рангирају потешкоће које су искусили при давању примера које су претходно навели. Истраживачи су претпоставили да би студенти користили хеуристику доступности, на основу броја метода учења које су навели, да предвиде своју оцену само када их питају на почетку семестра и о њиховом најтежем курсу. Од студената се није очекивало да користе хеуристику доступности да предвиде своје оцене на крају семестра или о свом најлакшем курсу. Истраживачи су предвидели овакву употребу хеуристике доступности јер би учесници били несигурни у погледу свог учинка током семестра. Резултати су показали да су студенти користили хеуристику доступности, засновану на лакоћи памћења метода учења које су навели, да предвиде свој учинак на питање на почетку семестра и о њиховом најтежем курсу. Ако је студент навео само три методе учења, предвиђао је вишу оцену на крају семестра само на свом најтежем завршном. Ако су студенти навели осам метода учења, теже су се присећали метода и тако су предвиђали нижу коначну оцену на свом најтежем завршном. Резултати нису виђени у случају лаког курса јер су студенти били сигурни да ће добити десетку, без обзира на методу учења. Резултати су подржали ову хипотезу и дали доказе да нивои несигурности утичу на употребу хеуристике доступности.

## Примери

### Процена вероватноће и учесталости
У оригиналном истраживању Тверског и Канемана, три главна фактора о којима се расправља су учесталост понављања, учесталост истовремених појава и привидна корелација. На пример, ако имамо низ у ком се налазе бројеви од 1 до 5 и слова од а до д, такав да се бројеви понављају много ређе од слова а, б, в и г, али исто колико и д. На питање колико често се појављује слово д, особа би одговорила да се појављује јако често, што није случај.

### Медији
Новински чланак о масовној авионској несрећи у оближњој земљи упарен са сликом разбијеног авиона окруженог пламеном и незаборавним насловом оставља утисак који се лако памти, због чега хиперболично прецењујемо шансу да ћемо бити умешани у сличну несрећу.
Страх од летења је чест, међутим уколико погледамо конкретне податке можемо да видимо да је реална слика много другачија; према америчком државном савету за безбедност, 2020. године 1 у 101 особе погинула је у саобраћајнон несрећи, док је број људи који су изгубили живот у авионској несрећи занемарљиво ситан (мање од 1 у 70 000).
Још један пример хеуристике доступности би био да видите ајкулу и делфина у океану. Видети ајкулу има већи утицај на памћење појединца него видети делфина. Ако неко види и ајкуле и делфине у океану, биће мање свестан да види делфине, јер су делфини мање утицали на његово памћење. Због већег утицаја ајкуле, хеуристика доступности може утицати на процену односа ајкула и делфина у води. Дакле, појединац који је видео и ајкулу и делфина претпоставио би да се у води налази већи број ајкула него делфина, што не мора нужно бити случај.

### Утицај живописних информација
Два истраживања су спроведена над 108 студената о живописним информацијама и њиховом утицају на друштвено расуђивање и хеуристику доступности и њену улогу у посредовању ефеката живописности.
У првом истраживању испитаници су слушали снимак касете који описује жену која је живела са својим седмогодишњим сином. Затим су чули различите аргументе о жениној родитељској вештини и од њих се тражило да извуку сопствене закључке о њеној способности или неспособности. Утврђено је да конкретан и живописан језик доприноси већем броју позитивних пресуда о способности жене као мајке.
У другом истраживању испитаницима је представљен низ мушких и женских имена. За свако име, речено им је ком универзитету припада појединац (Јејл или Станфорд). Када су представљена нека имена, субјектима је истовремено показана фотографија која је наводно приказивала именовану особу. Након тога, да би се проценило шта субјекти могу да упамте (као мерило доступности), свако име је представљено, као и одговарајућа фотографија ако је првобитно била представљена. Студија је разматрала да ли приказивање или неприказивање фотографија утиче на процену о проценту студената Јејла (у односу на Станфорд) који су мушкараци (односно жене), чија су се имена појавила на оригиналној листи и да ли су ови процењени проценти били узрочно повезани сећању испитаника са универзитетском припадности појединих студената на листи. Присуство фотографија утицало је на процену о односу мушкараца и жена на два универзитета. Такви ефекти се обично приписују лакој доступности живописно представљених информација у меморији – то јест, хеуристици доступности.
У обе студије, живописност је утицала на доступност (способност присећања), па тако и на расуђивање.

## Критике

### Критика лакоће присећања
Једна од првих критика рада Тверског и Канемана је истраживање Норберта Шварца, који је увидео да је лакоћа присећања била кључна за одређивање да ли је концепт доступан уместо учесталости присећања. Многа проучавања након овог су потрврдила да је лакоћа присећања заиста кључна, тако да је ово постало главни критеријум хеуристике доступности.

### Друга објашњења
Део критике против хеуристике доступности заступа идеју да лакоћа присећања нема никакву корелацију са тим да ли неки концепт постаје више или мање доступан у људском уму. На пример, може се рећи да је разлог зашто мислимо да има више речи које почињу са к него речи којима је треће слово к, то како категоришемо речи у нашем памћењу. Ако категоришемо речи по првом слову, онда би то више подржало хеуристику репрезентативности него хеуристику доступности. Због могућности оваквих објашњења, неки истраживачи тврде да су досадашња изучавања хеуристике доступности просто превише нејасна јер не узимају у обзир људске основне менталне процесе.
Друга линија истраживања је показала да процена учесталости можда није једина стратегија коју користимо кад правимо пресуду о учесталости. Недавно истраживање је показало да наша ситуациона радна меморија може да приступи дугорочним сећањима, а овај процес враћања меморије укључује могућност одређивања тачнијих вероватноћа.